# (1793) Zoya
(1793) Zoya ist ein Asteroid des Hauptgürtels, der am 28. Februar 1968 von der sowjetischen Astronomin Tamara Smirnowa am Krim-Observatorium in Nautschnyj (Sternwarten-Code 095) entdeckt wurde.
Der Asteroid wurde nach der sowjetischen Partisanin im Zweiten Weltkrieg und Heldin der Sowjetunion Soja A. Kosmodemjanskaja benannt.